# Beat Schwerzmann
Beat Schwerzmann (født 28. april 1966) er en schweizisk tidligere roer.
Schwerzmann vandt, sammen med Ueli Bodenmann, sølv i dobbeltsculler ved OL 1988 i Seoul. Schweizerne blev i finalen besejret af Nico Rienks og Ronald Florijn fra Holland, mens sovjetiske Aleksandr Marsjenko og Vasilij Jakusja fik bronze. Han deltog også som del af den schweiziske dobbeltfirer ved OL 1992 i Barcelona og vandt desuden én VM-sølvmedalje.

## OL-medaljer
- 1988:  Sølv i dobbeltsculler